# Atlantic Highlands
Atlantic Highlands es un borough ubicado en el condado de Monmouth en el estado estadounidense de Nueva Jersey. En el año 2010 tenía una población de 4,385 habitantes y una densidad poblacional de 374.7 personas por km².

## Geografía
Atlantic Highlands se encuentra ubicado en las coordenadas 40°25′15″N 75°0′57″O / 40.42083, -75.01583.

## Demografía
Según la Oficina del Censo en 2000 los ingresos medios por hogar en la localidad eran de $64,955 y los ingresos medios por familia eran $79,044. Los hombres tenían unos ingresos medios de $60,857 frente a los $36,060 para las mujeres. La renta per cápita para la localidad era de $34,798. Alrededor del 4.9% de la población estaba por debajo del umbral de pobreza.